# Pueblo de Acoma

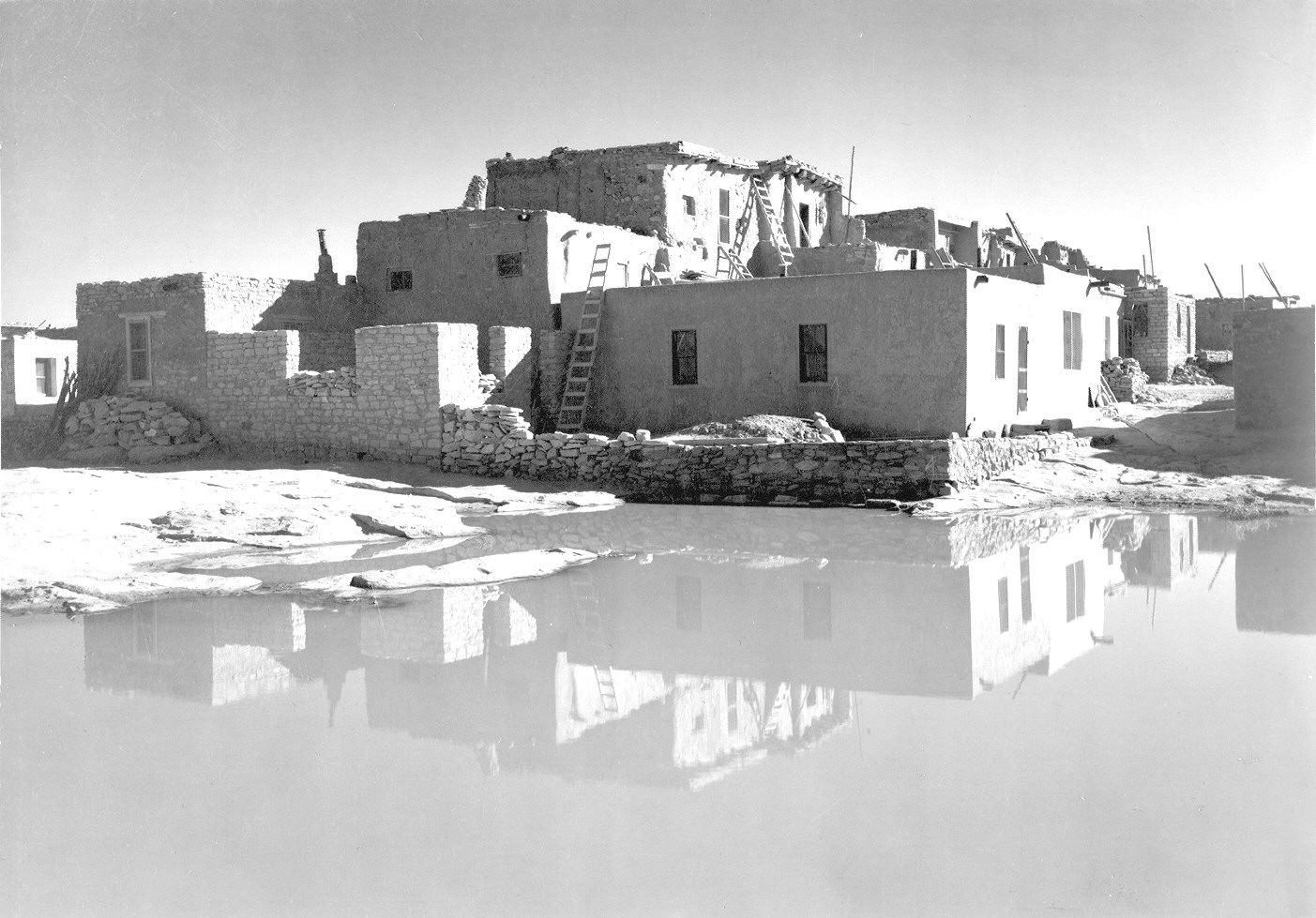
Imagen del pueblo Acoma, 1941.

Los acoma (de 'akomé o a'aku "pueblo de la piedra blanca") son una tribu india del grupo de lenguas keresanas y cultura pueblo que vive en Nuevo México. Ocupan los pueblos de Acoma, Acomita/Tichuna y MacCarthy/Santa María. Su lengua tenía unos 1696 parlantes en 1980. Según datos del BIA de 1995, había 6344 apuntados al rol tribal, pero según el censo de 2000 estaban registrados 4628 individuos. El pueblo Acoma (condado de Sandoval, Nuevo México) tiene 2802 habitantes, con un asentamiento de más de 2000 años, siendo la localidad más antigua de la que se tenga constancia en Estados Unidos.
El primer contacto con los europeos fue con la expedición de Francisco Vázquez de Coronado en 1540.
El 26 de marzo de 2009, en Sky City (Nuevo México), se firmó la paz con el Reino de España, previamente en 1821 se había firmado con México, y con el presidente Lincoln de EE. UU. en 1863.
Eran 1500 a la llegada de los españoles, y fueron reducidos a 500 en el primer cuarto del siglo XX. Los zuñi los conocen como hakukya.

## Idioma
El lenguaje acoma entra en el grupo de lenguas keresanas. En la cultura contemporánea del pueblo acoma, la mayoría de las personas hablan tanto acoma como inglés. Los ancianos también pueden hablar español.